# Менамска низина
Менамската низина e обширна низина на полуостров Индокитай, в Тайланд. Разположена е на мястото на тектонска падина между планините в централните части на Индокитай (Кхунтхан, Танентаунджи, Билау) на запад и платото Корат на изток. На юг завършва до бреговете на Тайландския залив. Дължина от север на юг около 500 km, ширина до 200 km, площ около 100 000 km². Изградена е от алувиалните наслаги на река Менам Чао Прая и нейните притоци Пинг, Йом и Пасак. Преобладават равнинните пространства, на север с редици от ниски остатъчни хълмове, изградени предимно от варовици, а на юг – с ниски валове (ридове) по крайбрежието на Тайландския залив. Реките течащи през нея носят огромно количество наноси, които се отлагат в делтата на Менам Чао Прая. Климатът е субекваториален, мусонен, с годишна сума на валежите над 1000 mm. Естествената растителност е представена от сухи мусонни гори и храсти, а в делтата на Менам Чао Прая – мангрови гори и участъци с палми напа. Значителни територии от нея са земеделски усвоени с основна култура ориз и се получават до 3 реколти годишно. Менамската низина е най-гъсто населения регион на Тайланд, като в южната ѝ част е разположена столицата Банкок.